# Sofía Reca
Sofía Reca (Buenos Aires, 1984. március 31. –)  argentin színésznő, énekesnő és televíziós műsorvezető. A legismertebb alakítása a Disney Channeles Jake és Blake című sorozatban volt.

## Magánélete
2008. december 20-án házasodott össze Tomás Yankelevich filmproducerrel és forgatókönyvíróval.

## Filmográfia

### Televízió
| Év        | Magyar cím        | Eredeti cím                | Szerep                   | Megjegyzések                             |
| --------- | ----------------- | -------------------------- | ------------------------ | ---------------------------------------- |
| 2019      |                   | Betty en NY                | Romina                   | mellékszereplő                           |
| 2015–2016 | Éld az életem!    | ¿Quién es quién?           | Renata Sandoval          | mellékszereplő magyar hangja Pupos Tímea |
| 2014      |                   | Camino al amor             | Guadalupe 'Lupe' Nieves  | főszereplő                               |
| 2013      |                   | Qitapenas                  | Dolores 'Lola' Qitapenas | főszereplő                               |
| 2011      |                   | Atrapados                  | Vicky                    | főszereplő                               |
| 2011      | Mosolyt kérek!    | Cuando me sonreís          | Lucía Fernández          | főszereplő                               |
| 2009–2010 | Jake és Blake     | Jake & Blake               | Hope                     | főszereplő magyar hangja Szabó Zselyke   |
| 2007      |                   | Playhouse Disney           | önmaga                   | bemondó                                  |
| 2006      | Te vagy az életem | Sos mi vida                | Clara                    |                                          |
| 2006      |                   | El Refugio (de los Sueños) | Rochi                    | 11 epizód                                |
| 2005      |                   | Paraíso Rock               | Alma                     | főszereplő                               |
| 2004      | Gyagyás család    | Los Roldán                 | Delfina                  | 2 epizód                                 |
| 2001      |                   | Disney Magical Moments     | önmaga                   | műsorvezető                              |

## Fordítás
- Ez a szócikk részben vagy egészben  a   Sofía_Reca című angol Wikipédia-szócikk fordításán alapul.  Az eredeti cikk szerkesztőit annak laptörténete sorolja fel. Ez a jelzés csupán a megfogalmazás eredetét és a szerzői jogokat jelzi, nem szolgál a cikkben szereplő információk forrásmegjelöléseként.